# Viola eamesii
Viola eamesii är en violväxtart som beskrevs av H. D. House. Viola eamesii ingår i släktet violer, och familjen violväxter. Inga underarter finns listade i Catalogue of Life.